# 奴らを通すな!

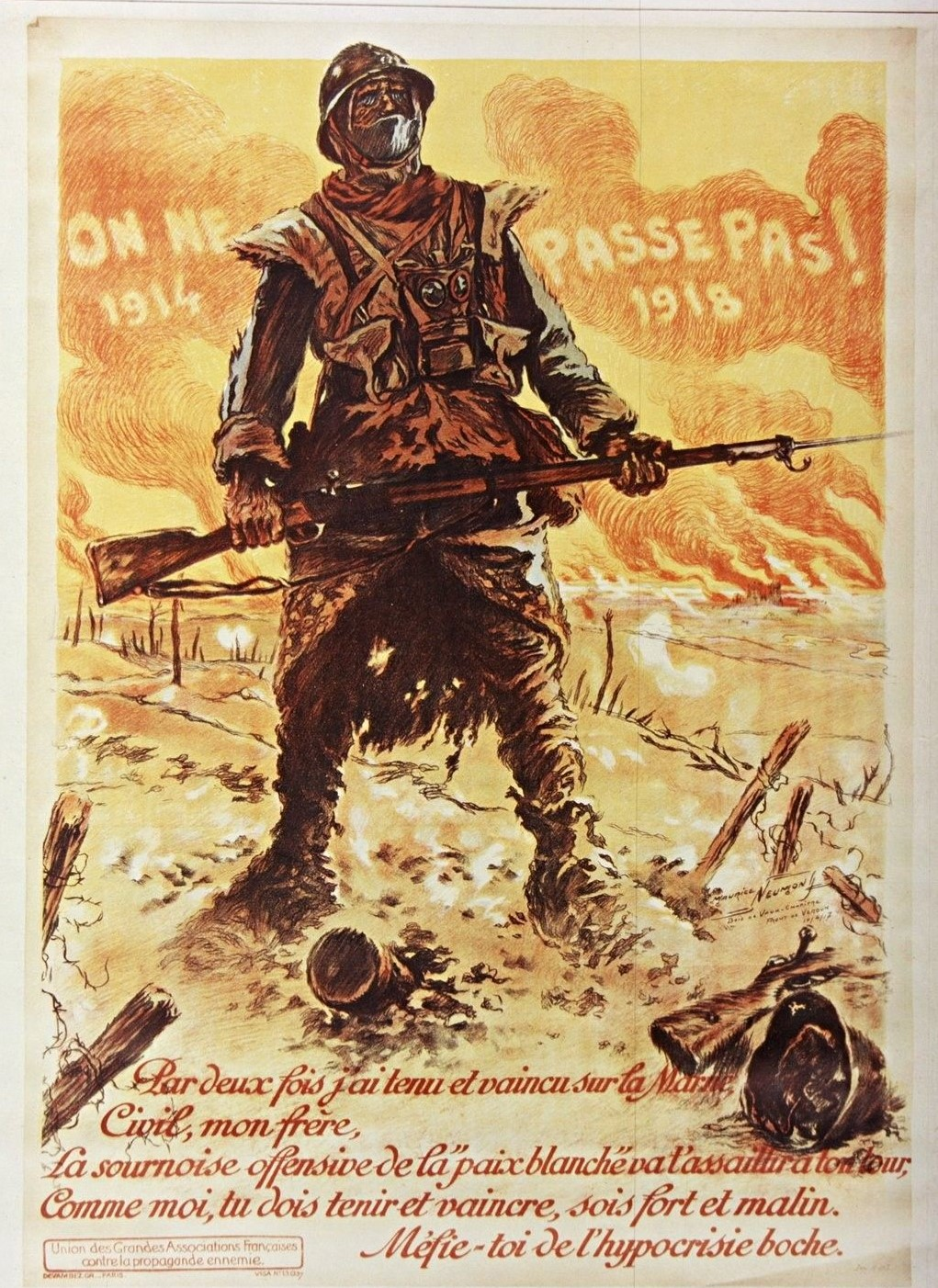
On Ne Passe Pas!
モーリス・ニューモントによるプロパガンダポスター。屹立したフランス兵の足元にドイツ軍の武器や装具が散らばっている
ポスターには、次のように書かれている：「私は二度マルヌ河畔に立ち、勝利した。市民の同胞よ、『白の平和』という陰湿な攻撃があなたを襲うだろう。あなたは私のように毅然として立ち向かい、打ち勝たなければならない。強靭で、そして抜け目なく。ボッシュの偽善に注意せよ。」

「奴らを通すな!」（やつらをとおすな、英語: They shall not pass、フランス語: Ils ne passeront pas/On ne passe pas、スペイン語: ¡No pasarán!）とは敵対するものから自分の立場を守る決意を示すために使用されるスローガンである。フランスのロベール・ニヴェル中将が第一次世界大戦のヴェルダンの戦いで使用したのが最も有名である。第二次マルヌ会戦後にモーリス・ニューモントが描いたものといったプロパガンダポスターで使用されるようになり、マジノ線に配属された兵士の制服バッジにも使用された。戦後、マラシェシュティの戦いに従軍したルーマニア人兵士も使用した（ルーマニア語表記は「Pe aici nu se trece」）。
スペイン内戦でも使用されており、1936年7月18日にスペイン共産党員のドロレス・イバルリがマドリード包囲戦で行った「奴らを通すな!（No Pasarán）」という演説が有名である。これに対しナショナリスト派のリーダーであるフランシスコ・フランコがマドリード陥落の時に「Hemos pasado」（我々は押し通した）と発言している。
「¡No pasarán!」は1936年10月にイギリスファシスト連合の反ユダヤ行進に抵抗して起きたケーブル・ストリートの戦いでイギリスの反ファシストも使用していて、現在も一部の政治集団が執筆した文章の中で使用しているが、pasaremos（我らは通るぞ）という言葉と併用することでファシストではなく共産主義者が国家権力を掌握できることを指し示すことが多い。
このフレーズは1943年12月に第22王立連隊所属でフランス系カナダ人のポール・トリケが連隊を再び奮起させ作戦に繋げるために使用した。トリケ少佐はカーサ・ビラルディでの作戦を成功させヴィクトリア十字章を授与された。この作戦に関する公開報告書にはベルダンで部下を集め士気を高めるためにこのフレーズを使用したことが明記されている。

## 画像
- ヴェルダンの戦いを記念するフランスの勲章にあるOn Ne Passe Pas!
- マラシェシュティ廟（英語版）に安置されている無名戦士の棺に刻まれた「Pe aici nu se trece」（奴らを通すな!）